# Opal

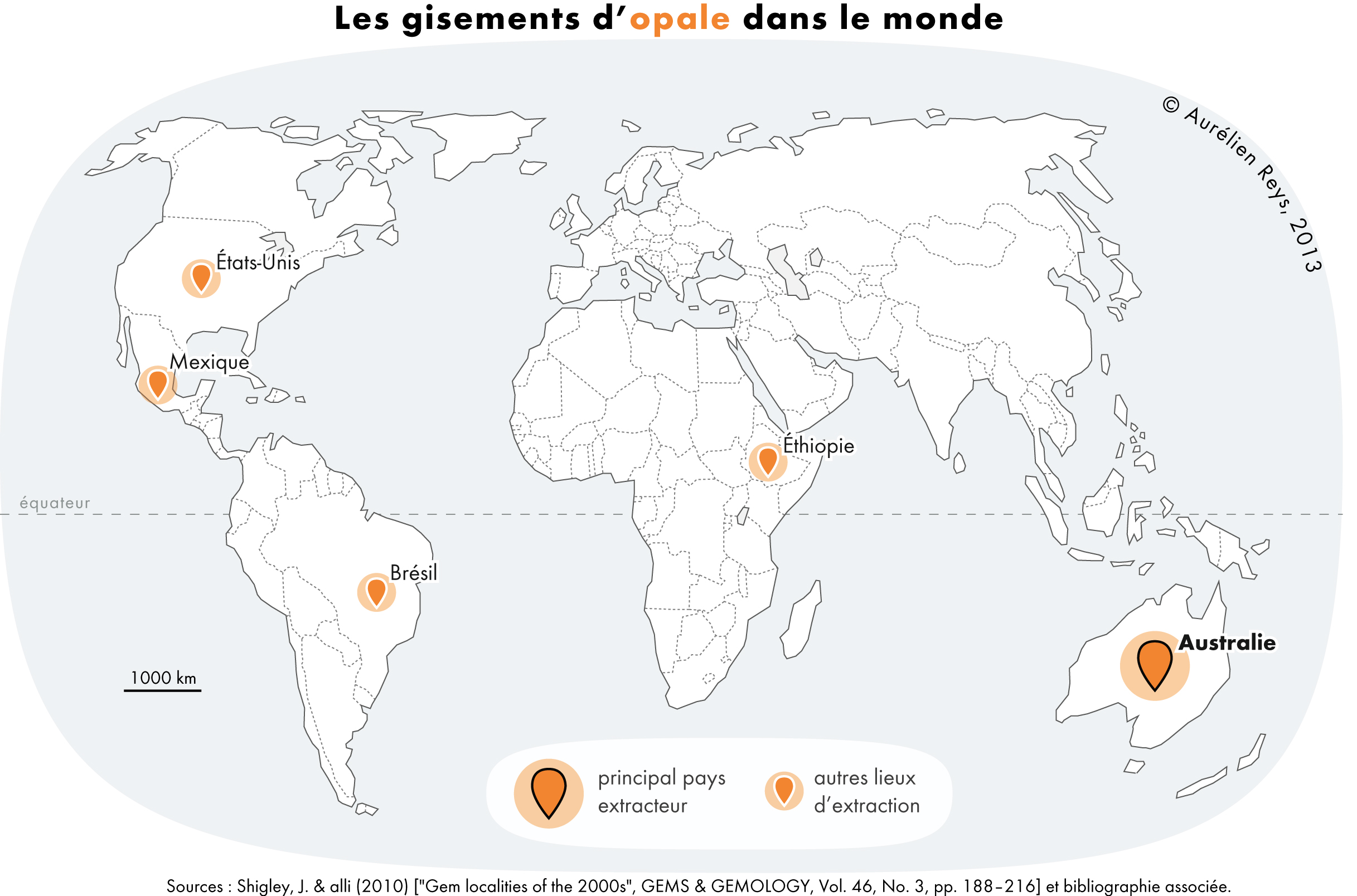
De viktigaste opalproducerande länderna

Opal är en ädelsten som består av amorf vattenhaltig kiseldioxid (SiO2 · nH2O).

## Egenskaper
Färgspelet i opalen kommer sig av små kulor av kristobalit på en tiotusendels millimeter i diameter. Detta innebär att mineralet inte helt är amorft. Man skiljer på opal på svart grund och opal på vit grund. Den svarta är mer sällsynt än den vita och är därför mer värdefulla. De är trots sitt namn inte svarta, utan glittrar i regnbågens alla färger mot en skönjbar svart bas.
Opaler innehåller vatten, som med tiden kan försvinna ur stenen. Stenen innehåller upp till 30 % vatten och när det är borta, spricker stenen. Man kan smörja in stenen med vatten eller olja för att förhindra att den torkar ut. Om stenen förvaras i fuktig vadd kan dess livslängd förlängas. Den är även känslig för stötar.

## Förekomst
Opal förekommer som massiva utfällningar i hålrum och sprickor i vulkaniska bergarter eller som ersättningar av utlösta mineral, så kallade pseudomorfer. Det uppträder också i den kiselsinter som avsätts vid varma källor. 

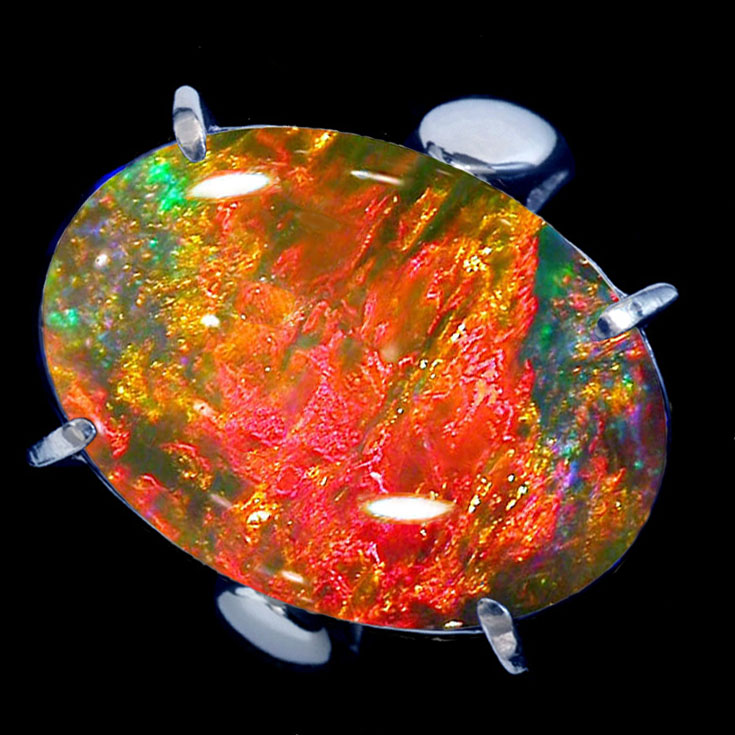
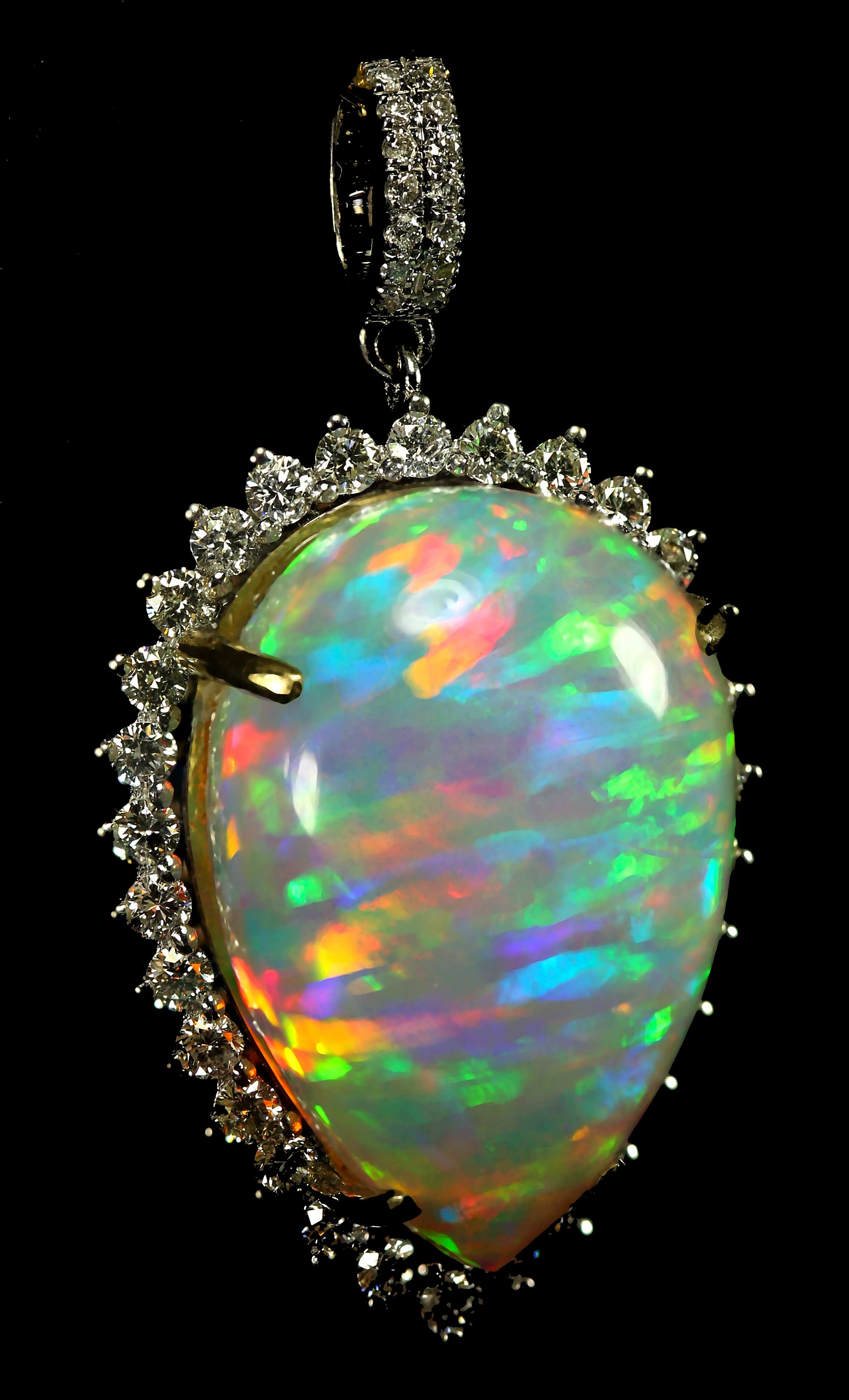
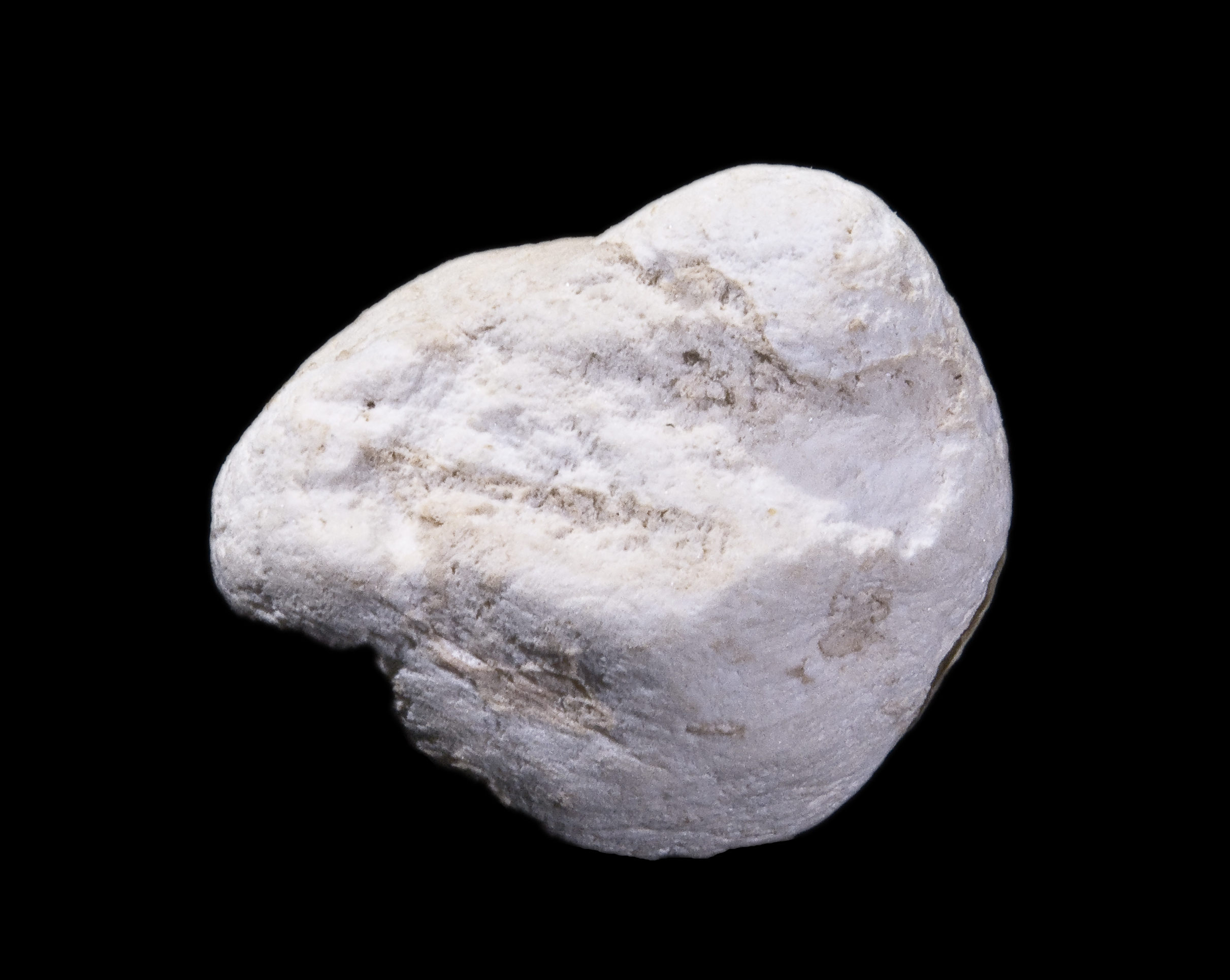
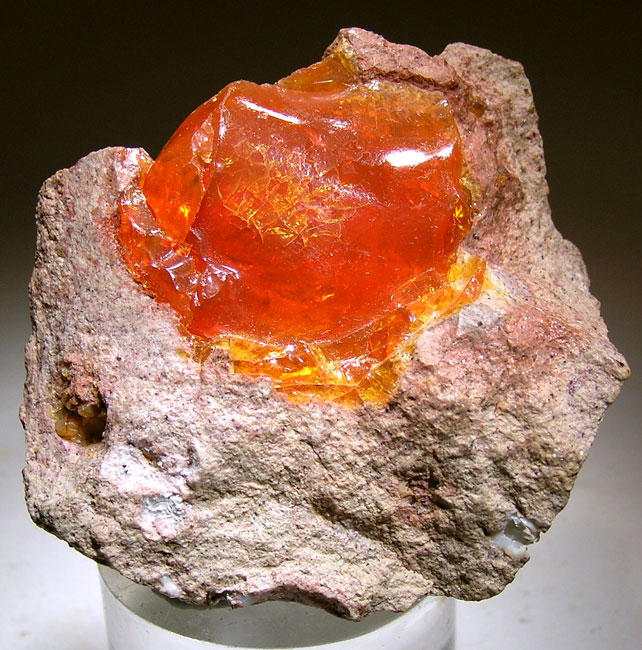
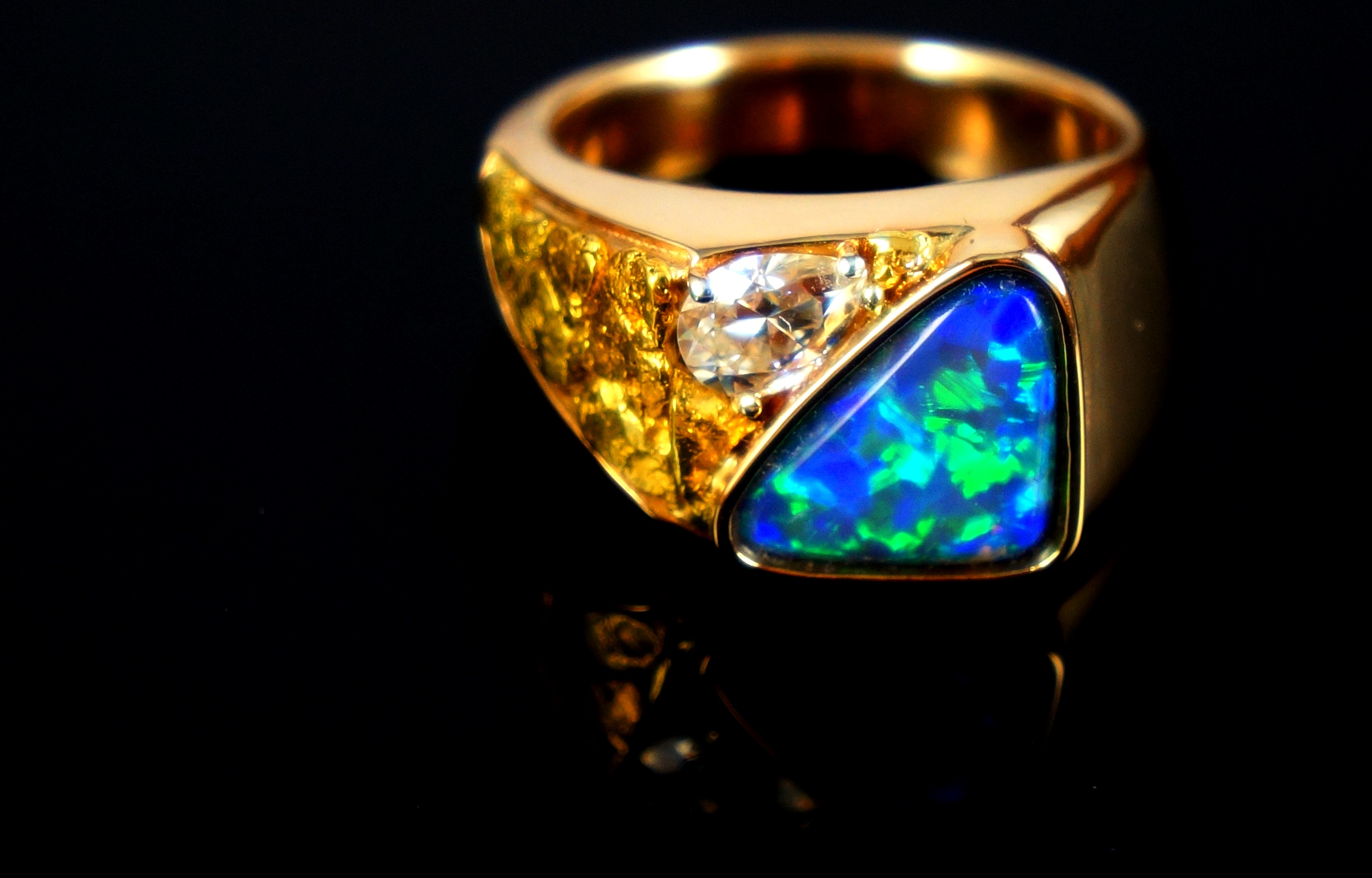